# Siderópolis
Siderópolis est une ville brésilienne du sud de l'État de Santa Catarina.

## Généralités
La majeure partie des habitants de Siderópolis sont des descendants d'immigrants italiens originaires de Vénétie (Venise, Trévise, Belluno et Forno di Zoldo), ou encore de Bergame et Ferrare. Siderópolis est une ville tranquille dont les richesses naturelles attirent toujours plus de touristes. En mars 2006, le nouveau barrage du rio São Bento, dans la localité de rio Jordão, a été inauguré à Siderópolis.

## Géographie
Siderópolis se situe par une latitude de 28° 35′ 52″ sud et par une longitude de 49° 25′ 28″ ouest, à une altitude de 147 mètres.
Sa population était de 12 995 habitants au recensement de 2010. La municipalité s'étend sur 263 km2.

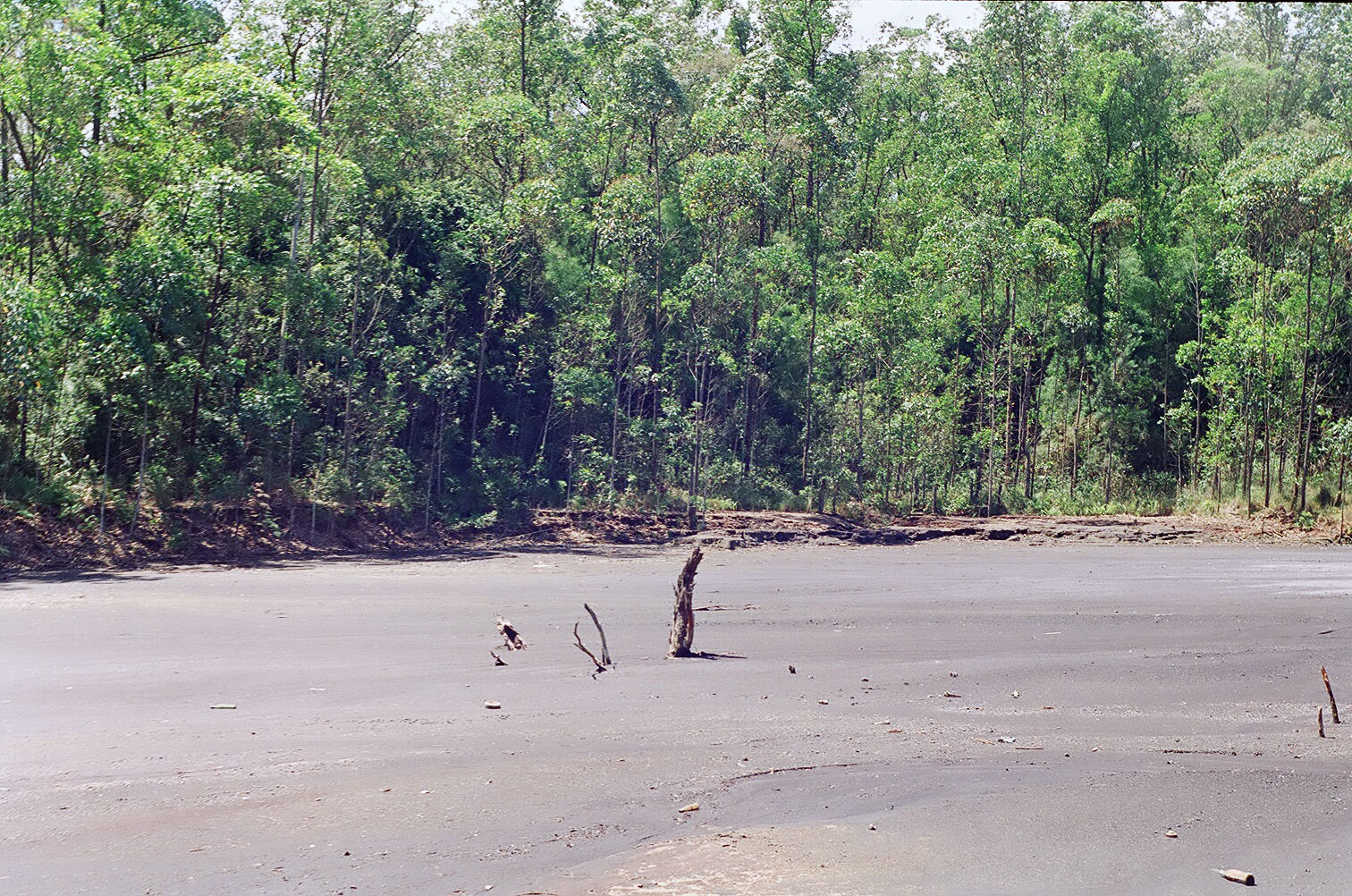
Dégradation de la forêt tropicale due à la mine de charbon de Siderópolis

Elle fait partie de la région métropolitaine Carbonifère et de la microrégion de Criciúma, dans la mésorégion Sud de Santa Catarina.

## Citoyens célèbres
- Valdo, footballeur

## Administration
La municipalité est constituée d'un seul district, siège du pouvoir municipal.

## Villes voisines
Siderópolis est voisine des municipalités (municípios) suivantes :
- Bom Jardim da Serra
- Treviso
- Urussanga
- Cocal do Sul
- Criciúma
- Nova Veneza